# チョコレイトハンター
チョコレイトハンターは、アルファルファ・ラーメンズ・オークラによるコントグループ。1999年結成、2000年解散。

## 概要
キャッチフレーズは「今世紀最後にして最低のアイドル芸人」。「光GENJIになってみたかった」というコンセプトのもと、アイドルグループ的な演出でコントを中心とした舞台活動を行った。
メンバー名はそれぞれ、AKIRA（小林賢太郎）、KEITH（豊本明長）、BOB（飯塚悟志）、UHLON（オークラ）、BARBARA（片桐仁）。キャッチフレーズに従い、20世紀の終わりと共に解散。
NHK『爆笑オンエアバトル』のスペシャルで、アルファルファとラーメンズで合同コントを披露したことがある。その際は、チョコレイトハンターのネタである「ぬっほん語講座」を披露した。
チョコレイトハンターのネタの一つである「名探偵マーベリック」というネタは、後に東京03によって第12回単独公演「燥ぐ、驕る、暴く。」内にて「名探偵フレッド」というタイトルでリメイクされた。
解散ライブ「THE FINAL HIGH TENSION BUS」はシアター・テレビジョンにて放映された。ソフト化はされていない。

## ライブ
単独ライブ
- 「未来女囚」（1999年2月26日）小林、豊本、オークラのみ
- 「としまえんプレミアムカウントダウンライブ」（1999年12月31日）
- 「THE REMIX 4DAYS」（2000年6月20日～23日）
- 「THE FINAL HIGH TENSION BUS」（2000年12月7日～8日）

出演
- 「PAPER COMEDIAN」（1999年7月20日）
- 「PAPER COMEDIAN」（1999年10月12日）
- 「PAPER COMEDIAN」（2000年3月23日）